# 포드 핀토
포드 핀토(Ford Pinto)는 포드에서 개발한 소형차로, 1970년 9월 11일에 북미시장에 처음 공개했다. 1980년식 모델까지 제작되었다.
포드의 스타일리스트 팀에게 핀토의 외부디자인과 내부인테리어를 디자인하는 임무가 맡겨졌다. 하지만, 외부디자인은 로버트 에이슨(Robert Eidschun)의 디자인이 채택되었다. 이 디자인은 다른 자동차들의 구성과 다르게 디자인되어 흔치 않았다. 핀토는 1968년 12월에 최종 완성되었다.
핀토는 직렬 4기통엔진과 폭스바겐의 비틀과 도요타의 코롤라처럼 버켓시트를 이용하였다.
핀토는 캐나다 남부의 온타리오의 세인트 토마스, 뉴저지의 에디슨, 캘리포니아의 리치먼드에서 제작되었다.

## 역사
수 년간 포드는 영국 라인에서 코르티나와 같은 소형차를 팔았다. 1981년까지 핀토는 수입해서 보충했고, 좀 더 작은 포드의 피에스타는 빠지고, 전륜구동방식의 폭스바겐의 래빗을 본딴 피에스타를 대신했다.

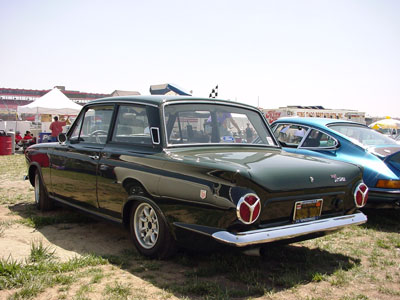
코르티나

수입차와 비교해서 의자가 차바닥과 매우 가까울 정도로 낮았다. 창틀과 후미등의 디자인은 다소 포드의 마브릭과 흡사했지만, 부드럽게 내려가는 패스트백은 단연 돋보였다. 차체는 문이 2개달린 쿠페와 런어바웃이라 불리는 문이 3개달린 해치백이 있었고, 또 문이 2개달린 왜건(Wagon, 1977-1980에 생산되었고 1970년대에 유행했던 작은 컨버전 밴 스타일)

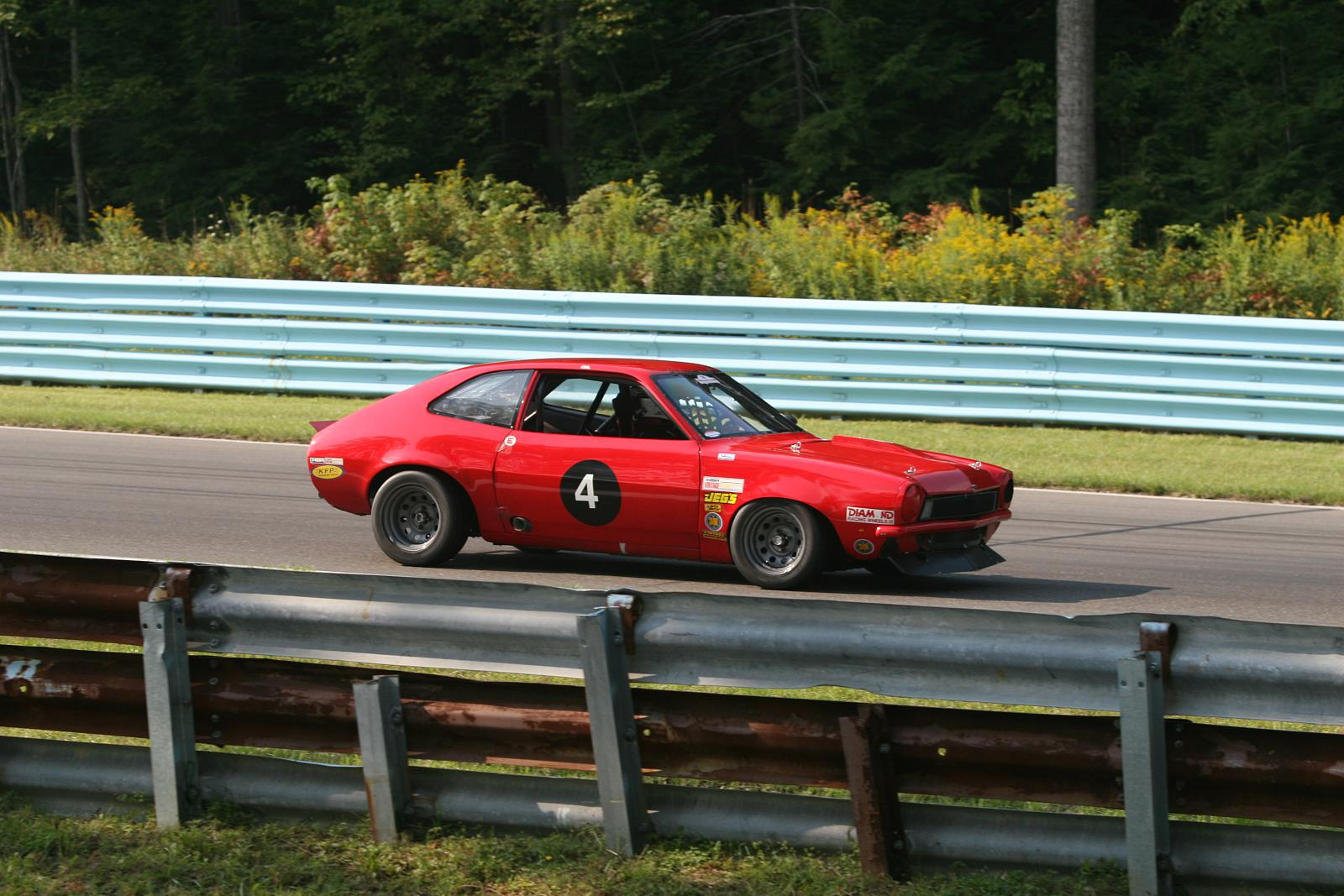
1972년 포드 핀토
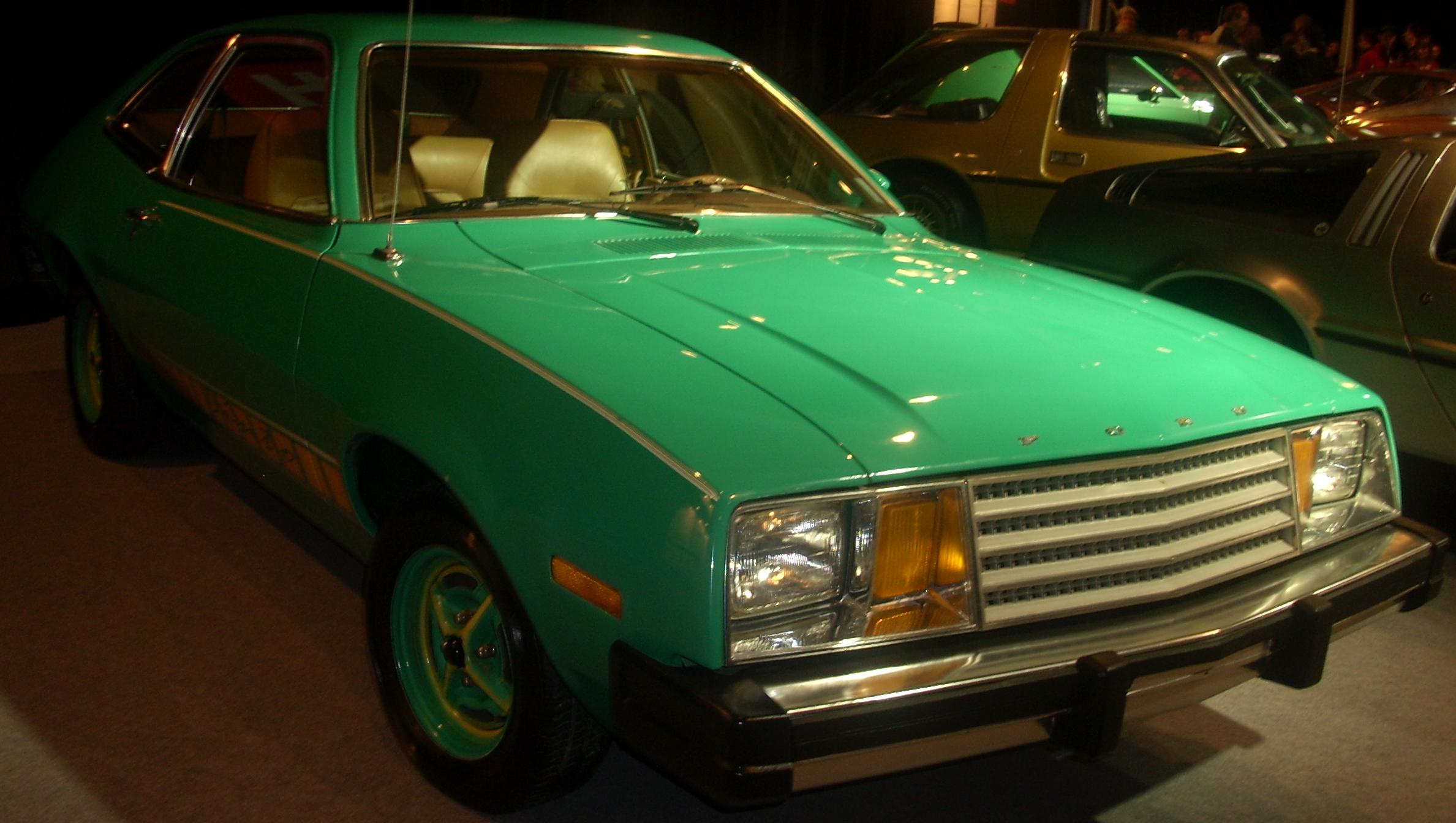
1979 포드 핀토 해치백
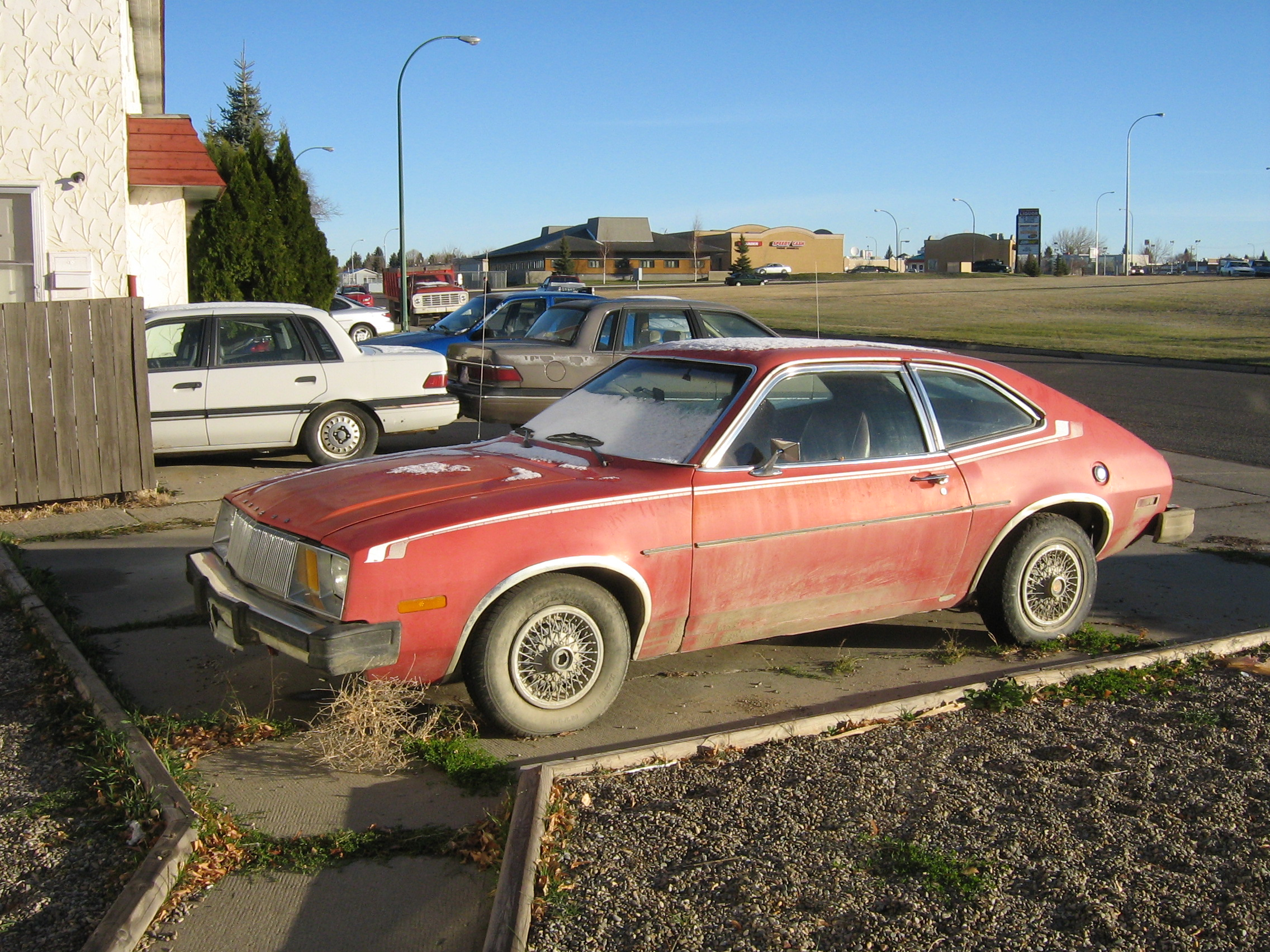
머큐리 밥캣

## 엔진
1973년과 1980년을 제외하고, 핀토는 2개의 엔진종류를 사용했었다. 하나는 가장 작고 힘이 딸리는 것이었고, 다른 하나는 표준으로 제공되는 엔진이었다. 그 표준적인 엔진은 가격은 좀 더 비쌌지만 더 크고, 힘이 좋았다. 5년간 생산하는 동안, 오직 4기통 엔진만 제공했었고, 포드는 매해 출고할 때마다 더 힘이 좋은 엔진을 선보였다.
1971
- 1.6 L (98 CID) 75마력
- 2.0 L (122 CID) 100마력

1972
- 1.6 L Kent - 54마력
- 2.0 L EAO - 86마력

1973
- 2.0 L EAO - 86마력

1974
- 2.0 L EAO - 86마력
- 2.3 L (140 CID) OHC - 90마력

1975
- 2.3 L OHC - 83마력
- 2.8 L (170 CID) Ford Cologne V6 - 97마력

1976
- 2.3 L OHC - 92마력
- 2.8 L Cologne - 103마력

1977
- 2.3 L OHC - 89마력
- 2.8 L Cologne - 93마력

1978
- 2.3 L OHC - 88마력
- 2.8 L Cologne - 90마력

1979
- 2.3 L OHC - 88마력
- 2.8 L Cologne - 102마력

1980
- 2.3 L OHC - 88마력

## 안전성 결함 문제
핀토의 초기모델에서 후방 충돌실험에서 후방에 배치된 연료탱크에 충격이 가해질 수 있으며, 때때로 엄청난 화재와 폭발이 생기는 결함을 가졌다는 것이 스캔들의 초점이 되어있었다. 비평가들은 부실한 후방 범퍼와 후방 패널과 연료탱크 사이에 어떠한 충격을 지탱할 만한 구조물이 없다고 주장했다. 그래서 후방 충돌시에는 연료탱크가 아무런 충격을 지지해줄 구조물이 없어 차체 쪽으로 밀려들어가 문짝에 끼어서 폭발하는 무기같은 존재가 된다고 말했다.
포드는 이 결함을 인식하면서도 재디자인에 들어가는 비용때문에 이 문제를 무시했다. 그리고 포드사는 죽음이 초래되어 발생한 그 저렴한 소송비용만 치르기로 결정했다.
마더존스잡지사는 포드 핀토에 관한 문서를 확보했고, 그 안에는 포드사가 작성한 손익보고서가 있었다. 그 손익보고서에는 11$(오늘날의 가치로 환산해서 57$ 정도)로 책정된 잠정적인 소송비용이 있었다. 그것은 포드는 이윤을 위해 인간의 생명을 무시한 결과로 엄청난 소송을 당하게 되었다.
포드는 범죄혐의에서는 무죄 판결을 받았지만, 수 백만달러의 손실과 '바베큐 시트' 제조회사라는 오명을 떠안게 되었다.
후방충돌시 폭발실험

### 원인
포드사의 저렴한 차를 출시하기 위해, 안전성에 문제가 있는 핀토를 다시 재디자인하여야 했지만 그대로 출고하였다. 포드사 측은 재디자인하는 비용보다 소송을 통해 적은 소송비만을 부담하려고 했다. 이로 인해 적지 않은 수의 피해자가 발생했다. 이후 후술할 사건을 포함한 다수의 사고로 인하여 해당 차량 개발진 중 하나였던 리 아이아코카가 포드 사에서 쫒겨나는데 한 몫을 했다.

### 사건발생
포드 핀토의 가장 유명한 판결은 탑승자 한명은 충돌시 발생한 화재로 인해 사망하고, 13살 리처드 란 아이는 심한 화상을 입었는데, 피해자들은 소송을 통해 포드사 측에게 피해보상금액 2백 50만$와 벌금 3백 50만$을 선고받았다. 그리고 배심원단의 1억 2천 5백만$의 벌금형 제안도 받아들여졌다.
핀토에서 발생한 화재로 인해 발생한 피해자는 27명이었고, 안전성, 기술성, 신뢰성 부문에서 타임지가 선정한 사상 최악의 50대 자동차 중의 한대로 선정되었다.

## 같이 보기
- 60분